# Straumen gård
Straumen gård är ett norskt friluftsmuseum på Kvaløya, Troms, norr om Tromsø i Troms fylke, vilket ingår i Perspektivet Museum.
Straumen gård ligger vid Straumsbukta på södra sidan av Kvaløya. Gården hade en central belägenhet i nejden och var under en period också skollokal.
Straumen gård har tio byggnader, de flesta från mitten 1800-talet. I en rad längs stranden ligger bostadshus och bodar, medan ladugård, stall och lada ligger på utkanten av gårdstunet. De byggnader vid havet som hört till gården, två båthus och ett skjul, finns inte bevarade. 
Jordbruket lades ned på 1960-talet och gården såldes så småningom till Troms Folkemuseum. Museet övertog också Bensjordstua från granngården och flyttade den till Straumens mark.  